# Felsritzungen von Norrfors

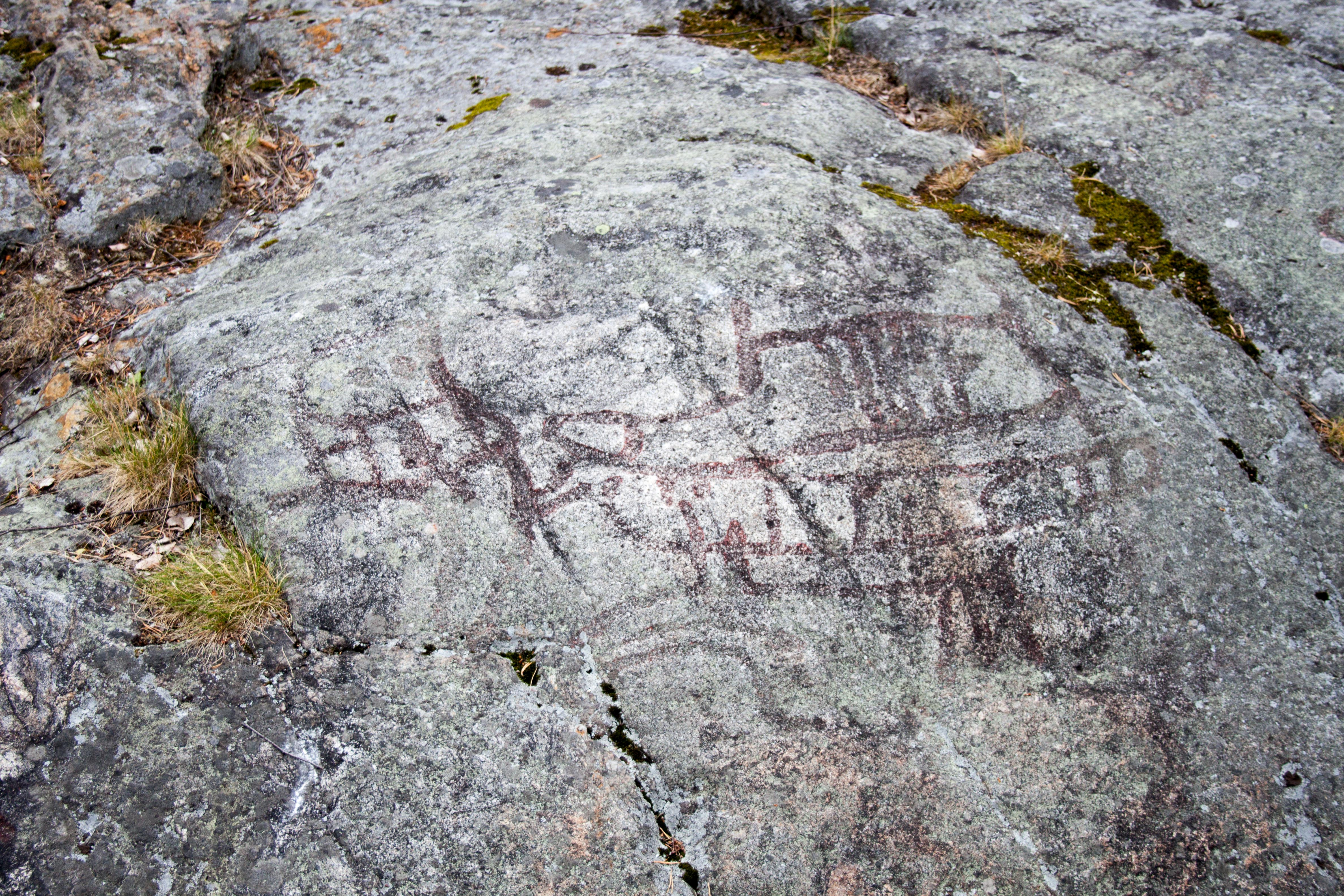
Felsritzungen von Norrfors

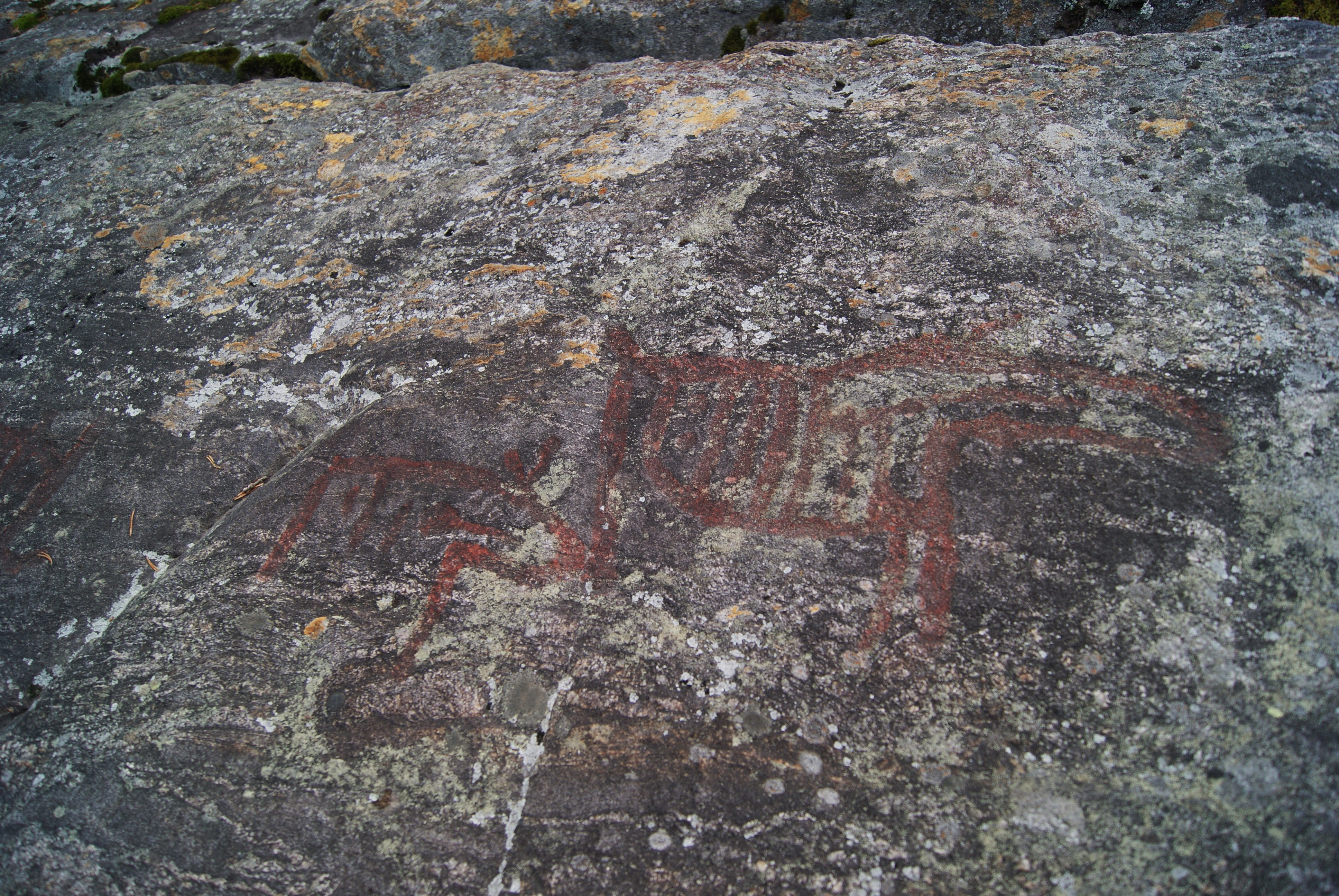
Felsritzungen von Norrfors

Die Felsritzungen von Norrfors liegen am Fluss Umeälven, zwischen den Dörfern Norrfors und Sörfors, etwa 15 Kilometer westlich von Umeå in Västerbottens län in Schweden. 
Sie wurden 1984 von Archäologiestudenten entdeckt. Die 55 Felsritzungen der Jäger und Sammler stammen etwa aus der Zeit zwischen 3000 und 2000 v. Chr. und stellen zumeist Boote, Elche (25) und Menschen dar. Viele Elche wurden in der sogenannten Röntgenperspektive dargestellt, die zusätzlich zur Kontur die Rippen und eine „Lebensader“ vom Maul zum Herzen zeigt. Ähnliche Figuren hat man in den Nämforsen-Stromschnellen im Fluss Ångermanälv gefunden. Der Fundort war um 3500 v. Chr. eine Insel in einer Meeresbucht und lag zuvor unter dem Meeresspiegel. Die Ritzungen bei Norrfors sind einer von neun Orten mit Petroglyphen in Norrland, die am oder im Wasser liegen. Daneben gibt es Orte mit gemalten Felsbildern auf fast senkrechten überhängenden Felswänden.